# Kadışehri (district)
Kadışehri is een Turks district in de provincie Yozgat en telt 17.976 inwoners (2007). Het district heeft een oppervlakte van 508,2 km². Hoofdplaats is Kadışehri.
De bevolkingsontwikkeling van het district is weergegeven in onderstaande tabel.
| 1997   | 2000   | 2007   |
| ------ | ------ | ------ |
| 24.904 | 23.317 | 17.976 |